# Trisutji Kamal
Trisutji Djuliati Kamal (* 28. November 1936 in Jakarta; † 21. März 2021), bekannt unter dem Namen Trisutji, war eine indonesische Komponistin und Musikpädagogin.

## Leben
Trisutji entstammte einer kunstbegeisterten indonesischen Adelsfamilie. Ihr Vater war Arzt, Geiger und Amateurmaler. Sie hatte Klavierunterricht in Binjai und begann bereits im Alter von sieben Jahren Klavierwerke zu komponieren. Später setzte sie ihre Ausbildung in Europa fort. Sie studierte am Conservatorium van Amsterdam Klavier und Komposition bei Henk Badings und setzte ihr Studium an der École normale de musique de Paris und am Conservatorio Santa Cecilia fort. Ihre Ausbildung als Komponistin vervollkommnete sie bei Boris Blacher.
Nach ihrer Rückkehr nach Indonesien 1967 wurde sie eine der ersten Musikdozenten am Institut Kesenian Jakarta. Neben Filmmusiken komponierte sie u. a. die Oper Loro Jonggrang, kammermusikalische Werke und vor allem Klavierwerke. 1994 gründete sie ein Ensemble, mit dem sie eigene Werke aufführte. Viele ihrer Werke, vor allem ihrer Klavierwerke, wurden auf CD aufgenommen. Ihre Kompositionen zählen neben denen von Amir Pasaribu und Mochtar Embutzum zum Standardrepertoire der klassischen Musikerziehung in Indonesien. 2010 wurde sie mit dem Kulturpreis Bintang Budaya Parama Dharma ausgezeichnet, 2012 mit dem Anugerah Yayasan Pendidikan Musik.

## Werke
- Gunung Agung für Klavier, Cello, Flöte, balinesische Trommeln, Pauken und Schlagzeug, 1963
- Persembahan für Kammerensemble und Chor, 1992
- Loro Jonggrang, Oper